# Parameras De Campo Visiedo
Parameras De Campo Visiedo este o arie protejată (arie de protecție specială avifaunistică — SPA) din Spania întinsă pe o suprafață de 17.772,3 ha, integral pe uscat.

## Localizare
Centrul sitului Parameras De Campo Visiedo este situat la coordonatele 40°41′13″N 1°02′18″W / 40.687°N 1.03845°V.

## Înființare
Situl Parameras De Campo Visiedo a fost declarat arie de protecție specială avifaunistică în iulie 2001 pentru a proteja 44 de specii de animale.

## Biodiversitate
Situată în ecoregiunea mediteraneană, aria protejată nu include niciun habitat protejat.
La baza desemnării sitului se află mai multe specii protejate de  păsări (44): ciocârlie-de-câmp (Alauda arvensis), fâsă-de-câmp (Anthus campestris), fâsă de luncă (Anthus pratensis), lăstunul mare (Apus apus), acvilă de munte (Aquila chrysaetos), buha (Bubo bubo), pasărea ogorului (Burhinus oedicnemus), ciocârlie-cu-degete-scurte (Calandrella brachydactyla), Chersophilus duponti, șerpar (Circaetus gallicus), erete vânăt (Circus cyaneus), erete cenușiu (Circus pygargus), prepeliță (Coturnix coturnix), cuc (Cuculus canorus), lăstun de casă (Delichon urbica), șoim de iarnă (Falco columbarius), Falco naumanni, șoim călător (Falco peregrinus), șoimul rândunelelor (Falco subbuteo), cinteză (Fringilla coelebs), Galerida theklae, vulturul pleșuv sur (Gyps fulvus), rândunică (Hirundo rustica), ciocârlie de pădure (Lullula arborea), privighetoare (Luscinia megarhynchos), ciocârlie de bărăgan (Melanocorypha calandra), gaia neagră (Milvus migrans), gaia roșie (Milvus milvus), mierlă de piatră (Monticola saxatilis), codobatura galbenă (Motacilla flava), vultur egiptean (Neophron percnopterus), pietrar mediteranean (Oenanthe hispanica), pietrar sur (Oenanthe oenanthe), dropie (Otis tarda), ciuf-pitic (Otus scops), viespar (Pernis apivorus), Pterocles orientalis, Ptyonoprogne rupestris, Pyrrhocorax pyrrhocorax, mărăcinar (Saxicola rubetra), Sylvia conspicillata, silvie de tufiș (Sylvia undata), spârcaci (Tetrax tetrax), pupăză (Upupa epops).
Pe lângă speciile protejate, pe teritoriul sitului au mai fost identificate 3 specii de plante, 24 de specii de păsări, 5 specii de amfibieni, 3 specii de mamifere, 1 specie de reptile.